# Albert Zander
Albert Zander (* 1. Januar 1864 in Colmar bei Posen; † 12. August 1897 in Charlottenburg) war ein deutscher Ingenieur, Fotograf und Unternehmer. Er war maßgeblich an der Entstehung der deutschen Boulevardpresse beteiligt.

## Leben
Als Ingenieur war er zunächst bei der Berliner Maschinenfabrik Carl Flohr beschäftigt. Am 26. Mai 1895 fotografierte Zander einen auf dem Firmengelände ausgebrochenen Brand. Zwei seiner Aufnahmen von diesem Ereignis wurden von der Berliner Illustrirten Zeitung veröffentlicht.
Zusammen mit einem Kompagnon, dem ebenfalls aus dem Raum Posen stammenden Kaufmann und Fotografen Siegmund Labisch, gründete er am 19. Juni 1895 in Berlin das Fotoatelier Zander & Labisch-Illustrations-Photographen, das sich zur ersten deutschen Fotoagentur entwickelte, die im Sinn des Fotojournalismus für Presseorgane tagesaktuelle Aufnahmen erstellte und vertrieb.
Das Fotoatelier entwickelte sich bis zum frühen Tod Zanders erheblich: zehn Prozent aller Pressefotos, die die Berliner Illustrirte Zeitung im Jahr 1897 veröffentlichte, stammten von Zander & Labisch.